# Umm al-Fahm
Umm al-Fahm (en árabe, أم الفحم; en hebreo, אום אל-פחם) es una ciudad situada en el distrito de Haifa, en Israel. Tiene una población estimada, a fines de julio de 2023, de 59 300 habitantes. Casi todos los habitantes se identifican como "árabes palestinos" o "israelíes palestinos".
Está ubicada a 20 kilómetros al noroeste de Yenín, en la cadena montañosa de Umm al-Fahm, cuyo punto más alto es el monte Iskander (552 metros), con vistas hacia Uadi Ara.
Umm al-Fahm es el centro social, cultural y económico del Triángulo, nombre por el que se conoce a los pueblos y aldeas adyacentes a la Línea Verde y pertenecientes a Israel cuya población es mayoritariamente árabe.

## Etimología
Umm al-Fahm significa “Madre de Carbón” en árabe. La ciudad estuvo rodeada de bosques naturales que se utilizaban para extraer carbón vegetal. 

## Historia
La ciudad es rica en sitios arqueológicos de diferentes épocas.

### Periodo mameluco
En 1265, cuando Baibars conquistó la zona a los cruzados, los ingresos de Umm al-Fahm se entregaban al na’iba al-saltana (virrey) de Siria, Jemal ed-Din en-Najibi.

### Periodo otomano
Umm al-Fahm, así como el resto de Palestina, fue incorporada al Imperio Otomano en el año 1517. En 1596, la aldea aparecía en el registro de impuestos como perteneciente a la provincia de Shar'a. Tenía 24 hogares, todos musulmanes, y pagaba impuestos sobre trigo, cebada, cultivos de verano, olivos, cabras y/o colmenas e ingresos ocasionales, así como por una prensa para aceite de oliva o sirope de uva.
En 1838, Edward Robinson realizó diversas anotaciones sobre Umm al-Fahm durante sus viajes, mientras que el explorador francés Victor Guérin dejó constancia en 1870 de que había unos 1800 habitantes en el pueblo y que estaba rodeado de hermosos jardines.
En 1883, el Estudio de Palestina Occidental del Fondo para la Exploración de Palestina describió Umm al-Fahm como la residencia de unos 500 habitantes, de los que unos 80 eran cristianos. El pueblo estaba bien construido a base de piedra, y a sus residentes los describía como muy ricos en ganado bovino, caprino y equino. Era la ciudad más importante de la zona junto con Yenín, y estaba dividida en cuatro barriosː el Jebarin, el Mahamin, el Mejahineh y el Akbariyeh, cada uno con su propio jeque. Había también un maqam para un jeque llamado Iskander (Alejandro) en una colina cercana.

### Mandato británico de Palestina
En un censo de Palestina llevado a cabo en 1922 por las autoridades del Mandato británico de Palestina, Umm al-Fahm tenía una población de 2.191 habitantes, de los que 2.183 eran musulmanes y 8 eran cristianos. Su población se incrementó hasta los 2.443 habitantes en el censo de 1931, de los cuales 2.427 eran musulmanes y 16 eran cristianos, que habitaban 488 casas.
En Umm al-Fahm nació el líder rebelde palestino Yusuf Hamdam, que murió también en esta ciudad durante un enfrentamiento armado con tropas británicas.
En 1945, la población de Umm al-Fahm se contabilizó junto con otras aldeas palestinas de la región del Uadi Araː Aqqada, Ein Ibrahim, Khirbat el Buweishat, al-Murtafi'a, Lajjun, Mu'awiya, Musheirifa y Musmus. Las dos primeras han pasado a formar parte de la ciudad a día de hoy. La población total de todas estas aldeas y pueblos era de 5.490 personas, con 5.430 musulmanes y 60 cristianos, que ocupaban 77.242 dunams (77,242 kilómetros cuadrados) de superficie. De estos, 4.332 estaban destinados a plantaciones y tierras de regadío, 44.586 a cereales, y 128 eran zona urbanizada.

### Israel

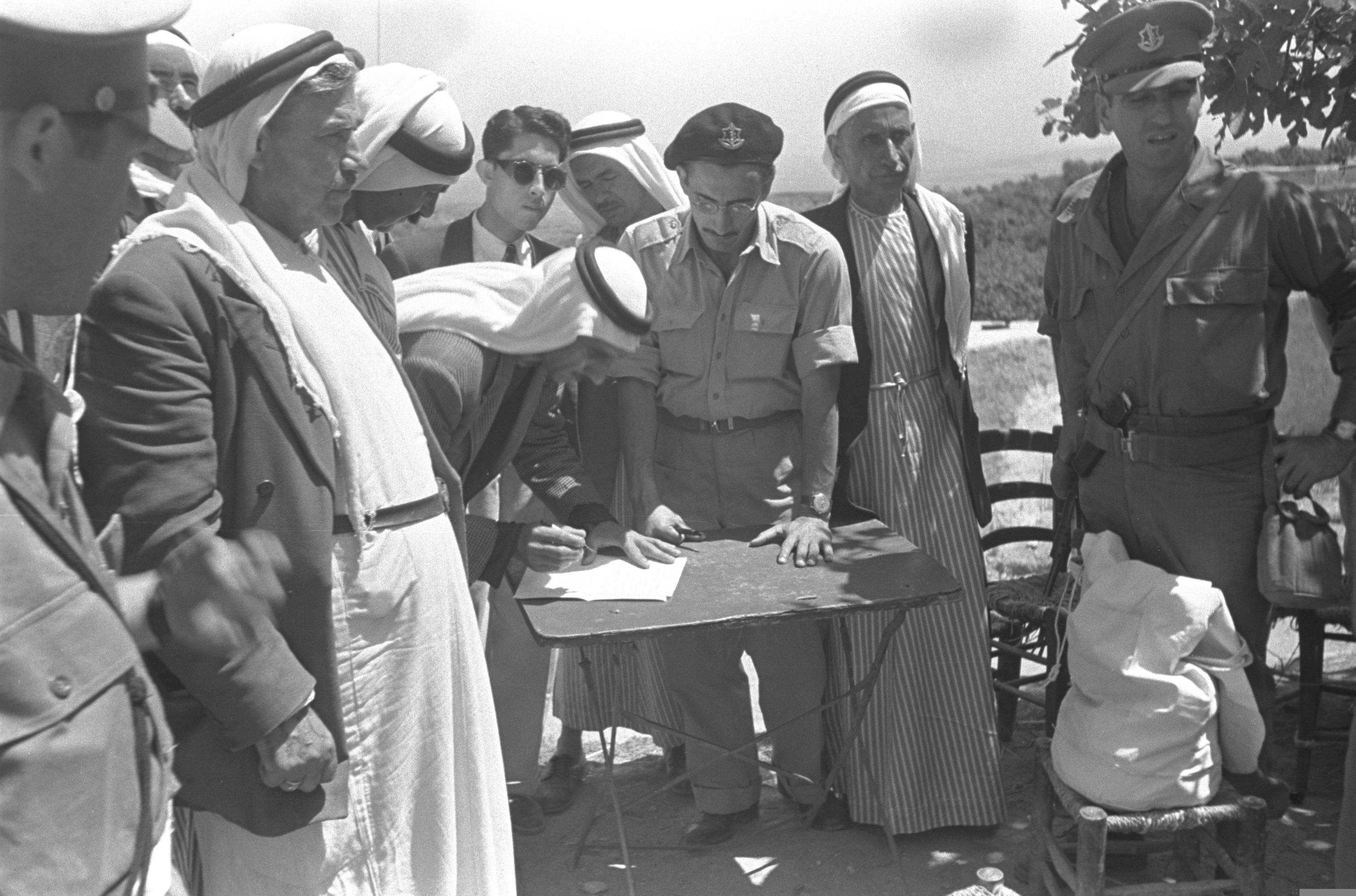
Firma del juramento de alianza al Estado de Israel (1949).

En 1948 había en la zona de Umm al-Fahm 4.500 habitantes, la mayoría de ellos campesinos y granjeros. Tras la guerra árabe-israelí de 1948, la Conferencia de Lausana de 1949 concedió el Triángulo a Israel, que deseaba estas tierras por motivos de seguridad. El 20 de mayo de 1949, el líder de la ciudad firmó un juramento de alianza con el Estado de Israel. Durante casi dos décadas, entre 1948 y 1966, Umm al-Fahm y el resto de poblaciones árabes del Estado de Israel estuvieron regidas por una administración militar. Tras su absorción en este nuevo Estado, la población de la ciudad creció rápidamente. Hacia 1960 Umm al-Fahm, que tenía unos 7500 habitantes, recibió estatus de municipio, y entre 1966 y 1985 estuvo gobernada por alcaldes electos. En 1985 Umm al-Fahm consiguió el estatus oficial de ciudad. 
En las elecciones de 1989 la ciudad de Umm al-Fahm, que por entonces tenía unos 28.000 habitantes, pasó a ser gobernada por el Movimiento Islámico, un grupo que estaba "liderando un renacer religioso entre los árabe-israelíes y cambiando la fachada de los pueblos y ciudades musulmanes", en palabras de The New York Times, que también citaba tanto las sospechas del gobierno israelí de que la población local apoyaba a los palestinos como el resentimiento de los ciudadanos por "lo que consideran una discriminación sistemática en los servicios y presupuestos del estado". El 14 de febrero de 1992, un hombre de Umm al-Fahm y otros tres de la vecina aldea de Musheirifa secuestraron y asesinaron a puñaladas a tres soldados judíos.
En octubre del año 2000, en lo que se conoció en Israel como "los hechos de octubre del 2000" y entre la comunidad árabe-israelí como la "explosión de octubre", una serie de protestas violentas tuvieron lugar en las regiones de mayoría árabe en el norte de Israel, con Umm al-Fahm como uno de sus epicentros. Dentro del contexto del inicio de la Segunda Intifada, comenzaron poco después de la muerte de cinco palestinos en Jerusalén a manos de la policía israelí y de la ampliamente difundida muerte de Muhammad al-Durrah durante un intercambio de disparos en la Franja de Gaza. El 1 de octubre, durante una manifestación en Umm al-Fahm, tres palestinos murieron y otros 75 resultaron heridos (entre ellos el alcalde de la ciudad, Raed Salah) por disparos de la policía israelí, que usaba rifles de francotirador.

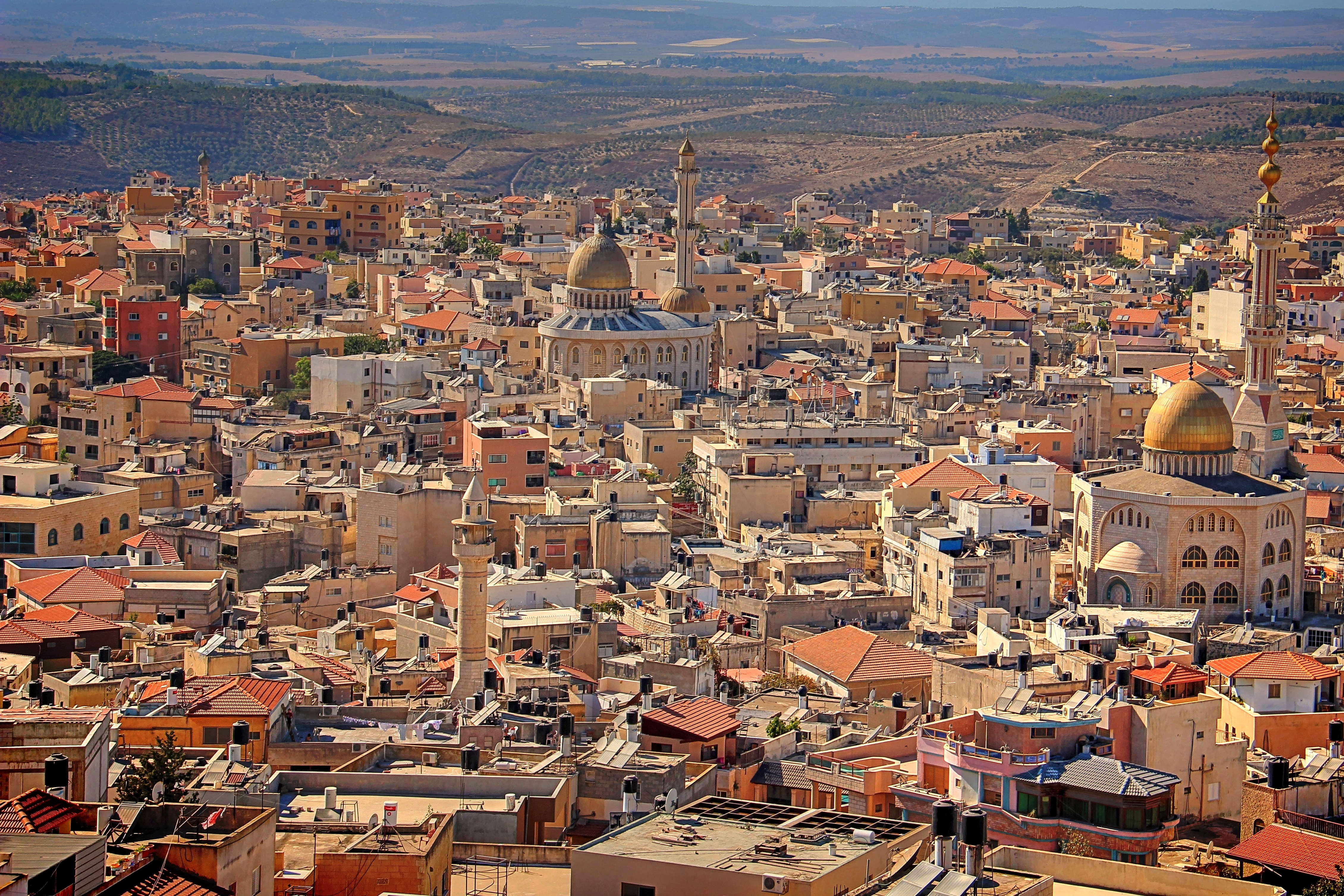
Umm al Fahm en 2013

En septiembre de 2001, con la Segunda Intifada ya en curso, unas 30.000 personas acudieron a un acto de Movimiento Islámico en Umm al-Fahm bajo el eslogan "la Mezquita de Al Aqsa está en peligro". Ese mitin, que tenía lugar con carácter anual, tuvo una asistencia similar en 2003, cuando los discursos se centraron en la detención del exalcalde Raed Salah bajo la acusación de desviar fondos a Hamás. Su celebración en septiembre del año 2000 fue, según algunos expertos, uno de los desencadenantes de la fuerte ola de protestas de octubre de dicho año.
El 24 de marzo de 2009 decenas de ultranacionalistas judíos marcharon por las calles de Umm al-Fahm para "reafirmar la soberanía ante los árabes-israelíes", provocando serios enfrentamientos entre los habitantes de la ciudad y la policía israelí que terminaron con 3 detenidos (todos árabe-israelíes) y 28 heridos. En octubre de 2010 un grupo de 30 activistas de extrema derecha, dirigidos por miembros del ilegalizado partido Kach, volvieron a organizar una marcha en Umm al-Fahm para conmemorar los 20 años de la muerte de su líder, el rabino estadounidense Meir Kahane, y para exigir la prohibición del partido Movimiento Islámico, que gobernaba la ciudad por entonces. "Nuestro mensaje es tratar al Movimiento Islámico con mano dura", declaró por un megáfono Itamar Ben Gvir, uno de los líderes de la marcha. La marcha provocó importantes enfrentamientos entre la población local, casi por completo musulmana, y cientos de policías desplegados para proteger la marcha. En 2013 la ciudad de Umm al Fahm obtuvo por primera vez en su historia una red de transporte público interurbano. El 17 de noviembre de 2015, Israel prohibió la rama norte del Movimiento Islámico por su cercanía ideológica con Hamás y los Hermanos Musulmanes.
El 14 de julio de 2017 dos policías israelíes murieron en la Explanada de las Mezquitas de Jerusalén por los disparos de tres jóvenes palestinos de Umm al-Fahm, que a su vez fueron abatidos poco después por las fuerzas de seguridad israelíes. Este ataque provocó una importante crisis diplomática entre Israel y otros estados árabes (principalmente Jordania) por la consiguiente instalación de detectores de metales en las entradas a la Mezquita de Al-Aqsa. Finalmente, Israel decidió retirar los detectores y las cámaras instaladas y se volvió al statu quo anterior a los ataques. Como consecuencia del ataque, la policía israelí ha arrestado a cuatro palestino-israelíes -uno de ellos de Umm al-Fahm- bajo el régimen de detención administrativa (una detención sin juicio de hasta seis meses de duración, prorrogables indefinidamente, en la que el detenido no conoce los delitos, las pruebas o las fuentes que le acusan).
En las elecciones parlamentarias de 2019, el partido más votado en Umm al-Fahm fue la coalición Hadash-Ta'al, que obtuvo el 80% de los sufragios, mientras que la segunda lista más votada fue la de Ra'am-Balad, que consiguió el 12% de los votos. Desde comienzos de 2021 y durante al menos dos meses se celebraron manifestaciones semanales contra la violencia callejera y el auge del crimen organizado en la ciudad de Umm al-Fahm. En la manifestación del viernes 26 de febrero, 35 personas resultaron heridas (11 de ellas hospitalizadas) por las cargas de la policía israelí y por su uso de balas de goma. Entre estos heridos figuraban el alcalde la ciudad Samir Subhi Mahameed y el miembro del Knéset Youssef Jabareen. Mahameed acusó a la policía de haber empezado los disturbios cuando la manifestación transcurría de forma pacífica. 

## Geografía
La localidad de Umm al-Fahm se encuentra a aproximadamente 450 metros por encima del nivel del mar, en la cadena montañosa de Umm al-Fahm, y está enmarcada administrativamente en el Distrito de Haifa, al norte de Israel. La superficie municipal es de 26,2 kilómetros cuadrados. Se encuentra a 14,82 kilómetros al noroeste de Yenín; 34,17 kilómetros al sureste de Haifa; 59,1 kilómetros al noreste de Tel Aviv; 68,4 kilómetros al norte de Ramala y 83,46 kilómetros al norte de Jerusalén.

## Demografía

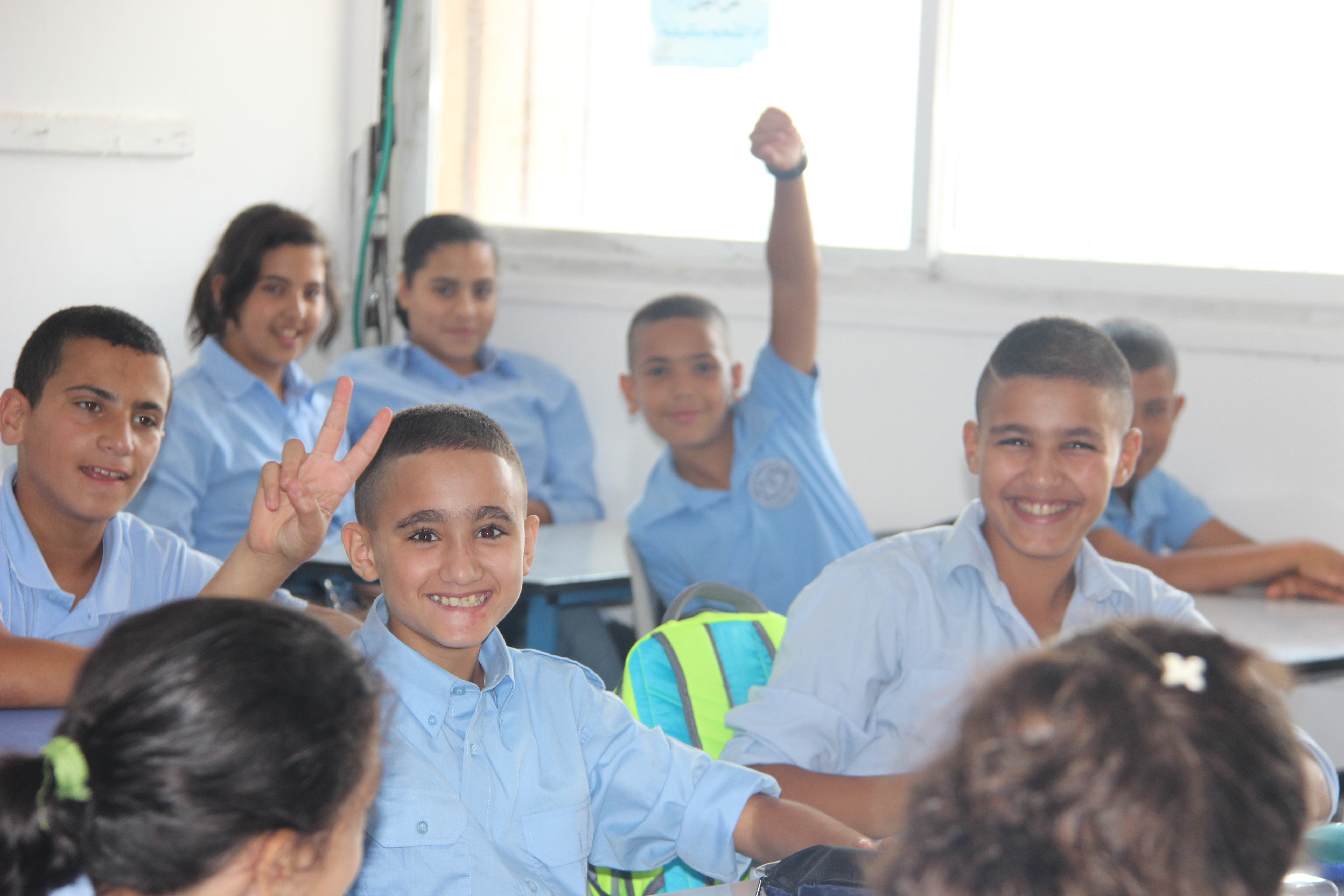
Estudiantes en una escuela de Umm al-Fahm. El 40% de la población de la ciudad es menor de 18 años.

Según el último censo completo de la Oficina Central de Estadísticas de Israel, realizado en 2008, la población de Umm al-Fahm era de 45.000 habitantes, con una densidad de población de 1.717,1 habitantes por kilómetro cuadrado. El 99,8 % de la población estaba formada por musulmanes. La población de la ciudad podía dividirse en 22.900 hombres y 22.100 mujeres; aproximadamente la mitad de sus habitantes eran menores de 19 años y tan solo un 3,2% eran mayores de 65 años. La edad media de los hombres era de 19 años, mientras que la de las mujeres era de 20, mientras que la edad media para el matrimonio era de 25 años para los hombres y 21 para las mujeres, con una media de 3,1 hijos por mujer casada. Este censo calculaba una cifra de 10.400 unidades familiares en Umm al-Fahm con una media de 4,3 personas por familia. Casi el 70 % de las familias tenían hijos menores de 18 años.
Umm al-Fahm es la tercera ciudad árabe más poblada de Israel, tan solo por detrás de Nazaret (75.726 habitantes) y Rahat (62.415 habitantes). En 2016, el 40% de sus habitantes eran menores de 18 años y el 60% menores de 40 años. En la ciudad hay un total de 600 familias monoparentales a causa del conflicto árabe-israelíː se trata de mujeres que se han casado con hombres palestinos de Cisjordania, la Franja de Gaza o Jordania, a los que Israel niega la entrada al país por temor de que soliciten el estatus de residencia permanente. Según el diario israelí "Ynet", estas familias tienen consideración de monoparetales según la ley israelí, pero no reciben el mismo apoyo que sus equivalentes judías.

### Evolución demográfica
| 1870  | 1883 | 1922  | 1931  | 1945 | 1948  | 1961  | 1972   | 1983   | 1995   | 2008   | 2010   | 2015   | 2023   |
| ----- | ---- | ----- | ----- | ---- | ----- | ----- | ------ | ------ | ------ | ------ | ------ | ------ | ------ |
| 1.800 | 500  | 2.191 | 2.443 | 490  | 4.500 | 7.500 | 13.600 | 20.200 | 30.000 | 45.000 | 47.300 | 52.500 | 59.300 |

## Gobierno local

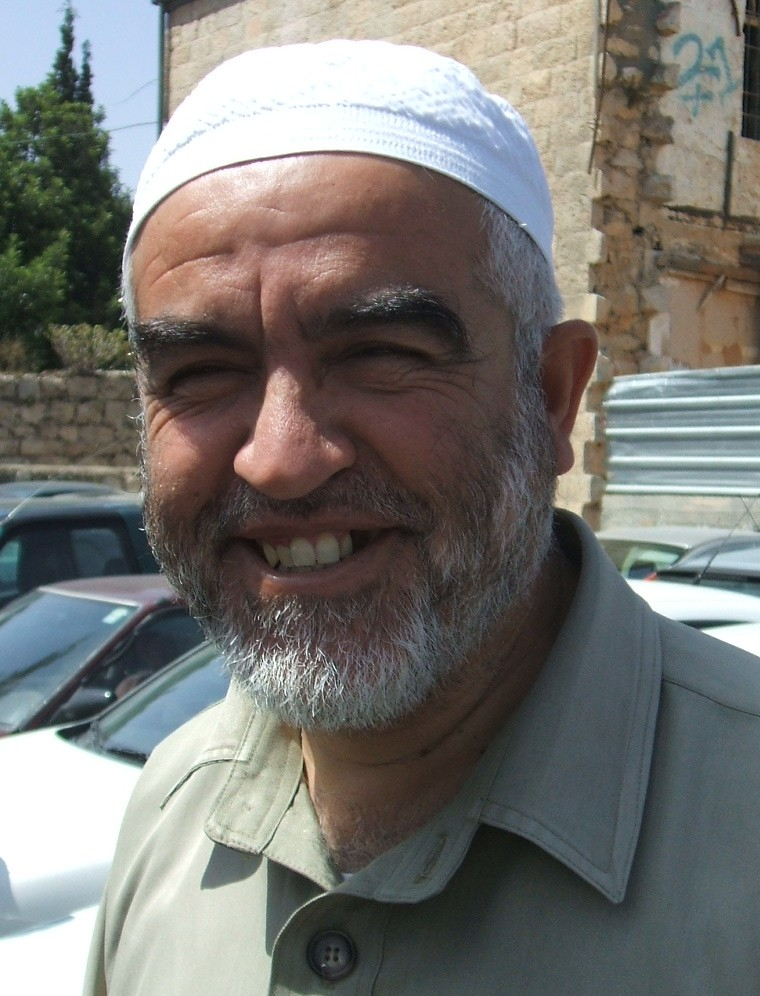
Raed Salah, exalcalde de la ciudad.

Numerosos estudios académicos han observado un auge en la influencia del extremismo islámico en la ciudad. Desde la década de 1990 el municipio ha estado gobernado por la rama norteña del Movimiento Islámico. El exalcalde de Umm al-Fahm, el jeque Raed Salah, fue arrestado en 2003 acusado de recaudar millones de dólares para Hamás. Fue liberado después de pasar dos años en la cárcel. El jeque Hashem Abderramán fue elegido alcalde en 2007, siendo sustituido por Khaled Aghbariyya en noviembre de 2008. 

### Posible traspaso a Palestina
Debido a la proximidad con la frontera palestina, la ciudad ha sido propuesta en numerosas ocasiones como candidata para un posible intercambio de territorios con los palestinos a cambio de las tierras ocupadas por asentamientos israelíes. En un estudio realizado y publicado en el semanal árabe-israelí Kul Al-Arab en julio del año 2000, el 83 % de los consultados en Umm al-Fahm rechazaba la idea de un traspaso de la ciudad a un futuro Estado palestino. Avigdor Lieberman, exministro de defensa de Israel, realizó en enero de 2014 una propuesta que incluía un intercambio de ciudadanos tachada como "racista" y “limpieza étnica” por los partidos políticos árabe-israelíes. En 2017 el diario israelí Haaretz afirmaba que el 60 % de la población de Umm al-Fahm estaría en contra de abandonar Israel, mientras que el 20 % estaría a favor. El plan de paz de Trump también emplazaba Umm el-Fahm y toda la región del Triángulo dentro del futuro Estado de Palestina.

## Desarrollo urbano
Como en la gran mayoría de las localidades de mayoría árabe en Israel, los habitantes de la ciudad se quejan de la falta de permisos de construcción concedidos por las autoridades israelíes. Esto ha llevado a una ciudad densamente poblada, con calles apenas transitables por su asfalto resquebrajado, así como a un abandono industrial y a una deficiente recogida de basuras.

## Economía

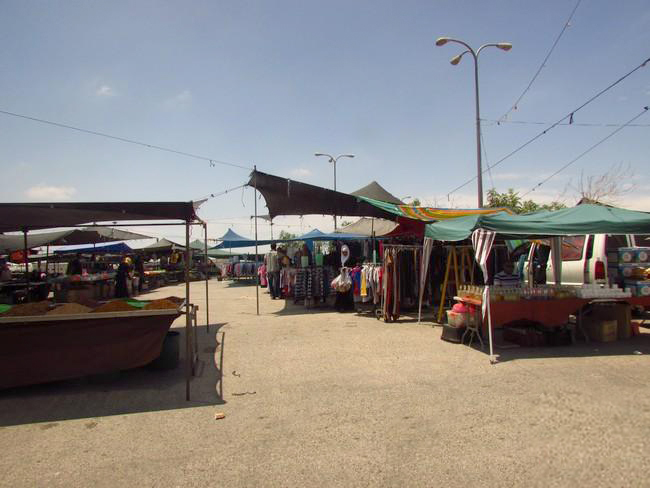
Mercado local en Umm al-Fahm

Desde la creación del Estado de Israel, Umm al-Fahm ha pasado de ser un pequeño pueblo a un centro urbano que sirve de núcleo para las aldeas cercanas. La mayoría de los trabajadores se ganan la vida en el sector de la construcción, mientras que otros lo hacen como empleados por cuenta propia o en pequeñas fábricas que se han ido construyendo durante los años. Según la Oficina Central de Estadísticas de Israel (CBS), en el año 2000 había 5.843 asalariados y 1.089 trabajadores por cuenta propia. El salario medio mensual para los asalariados era de 2.855 séquels. El salario medio de los hombres era más del doble del de las mujeres. Unas 488 personas recibían un subsidio por desempleo y 4.949 cobraban una renta básica. En 2007 la tasa de desempleo no oficial era del 31%. 
En 2008, las cifras de la CBS indicaban que el 84,1 % de los trabajadores de Umm al-Fahm eran asalariados, mientras que el 15,9 % restante eran trabajadores por cuenta propia. Los hombres trabajaban una media de 41,8 horas semanales, mientras que en las mujeres esta cifra descendía hasta las 30,1. Aproximadamente la mitad de los trabajadores de la ciudad desempeñaban su trabajo en una localidad distinta. En cuanto a los sectores profesionales, el 43,4 % eran trabajadores cualificados en la industria o la construcción (campo en el que solo un 0,8% de las mujeres se empleaban) y un 15,4% eran vendedores o trabajadores del sector servicios. Más de la mitad de las mujeres trabajadoras se dedicaban al sector de la enseñanza (50,9%), mientras que el empleo más practicado por los hombres era el de la construcción (38%). En 2015, el 50% de la población de Umm al-Fahm seguía trabajando fuera de la ciudad, mientras que la tasa de desempleo era de entre el 12 y el 13%.

## Cultura

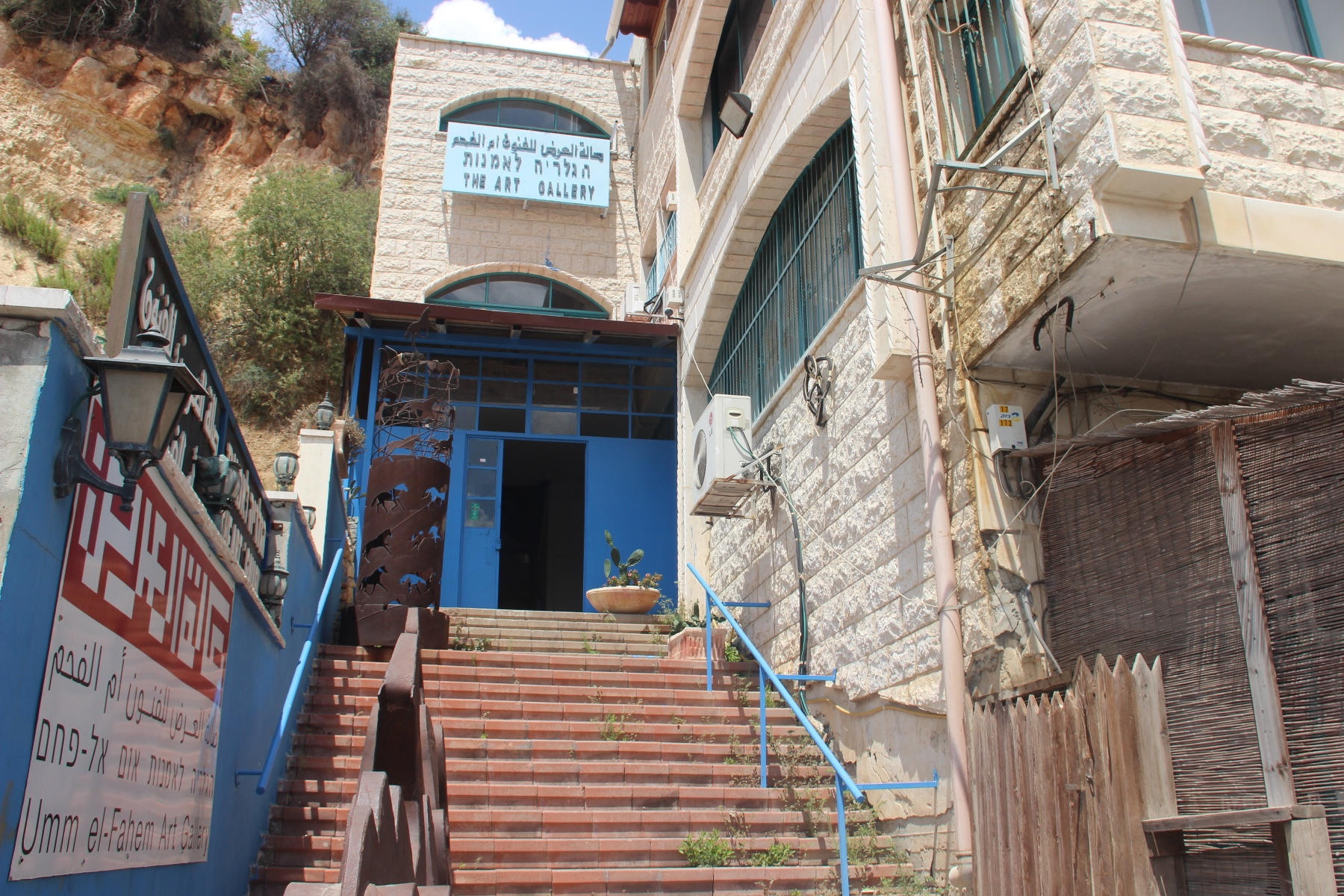
Galería de Arte de Umm al-Fahm.

En 1996 se inauguró la Galería de Arte de Umm al-Fahm, la única en Israel que alberga exposiciones de arte original árabe y palestino, así como de arte contemporáneo. Está gestionada por la Asociación El-Sabar. En 1999 se inauguró una exposición de Yoko Ono, algunas de cuyas obras siguen expuestas en la galería. Además, esta ofrece clases de arte y exhibiciones de jóvenes artistas tanto judíos como palestinos. En 2007 el ayuntamiento concedió una gran parcela de tierra para la construcción del Museo de Arte Contemporáneo de Umm al-Fahm, cuyos arquitectos serían Amnon Bar Or, Lior Tsionov y Lior Vitkon. 
Los habitantes de la ciudad han creado la asociación Alfombra Verde para promocionar el turismo local y los proyectos medioambientales tanto en Umm al-Fahm como en sus alrededores. 

## Deportes

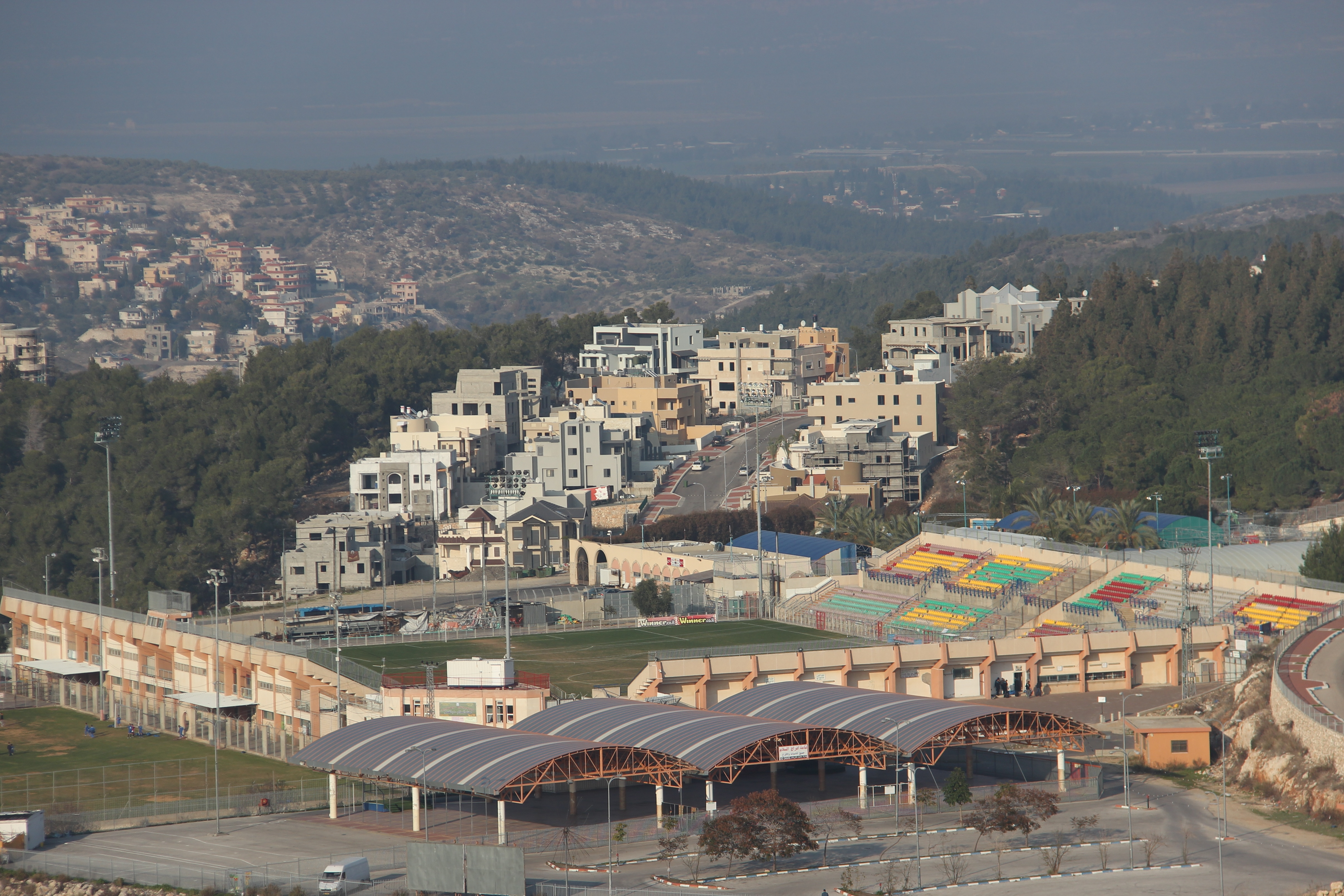
Estadio Al-Salam - Umm al-Fahm

En la ciudad tienen su sede varios clubes de fútbol. El Maccabi Umm al-Fahm juega en la temporada 2017-2018 en la Liga Bet, la cuarta división del fútbol israelí, en la que coincide con el Hapoel Umm al-Fahm, también de la ciudad.
En 2013, en un partido entre el Beitar Jerusalén y un equipo de Umm al-Fahm, tres aficionados de este último fueron detenidos por enarbolar una bandera palestina.